# Jean-Baptiste Huet
Jean-Baptiste Huet (Parigi, 15 ottobre 1745 – Parigi, 27 agosto 1811) è stato un pittore francese.

## Biografia
Figlio di Nicolas Huet, pittore del deposito di mobili del re, Jean-Baptiste Huet fece il suo apprendistato presso Charles Dagommer (1700 circa - 1768 circa), membro dell'Académie de Saint-Luc. Fu ammesso all'Académie il 30 luglio 1768 e ricevette il diploma il 29 luglio 1769 come pittore di animali con una scena raffigurante Un mastino che si lancia sulle oche (Parigi, Museo del Louvre).
A partire dal 1769 segue i consigli di Jean-Baptiste Le Prince e si unisce alla schiera dei pittori rococò. Espone regolarmente al Salon fino al 1789, molto incoraggiato dalla critica. Il suo gusto per l'incisione lo portò a entrare presto in contatto con Gilles Demarteau, che incise molte opere di Huet, contribuendo così a diffondere le composizioni del pittore di animali.

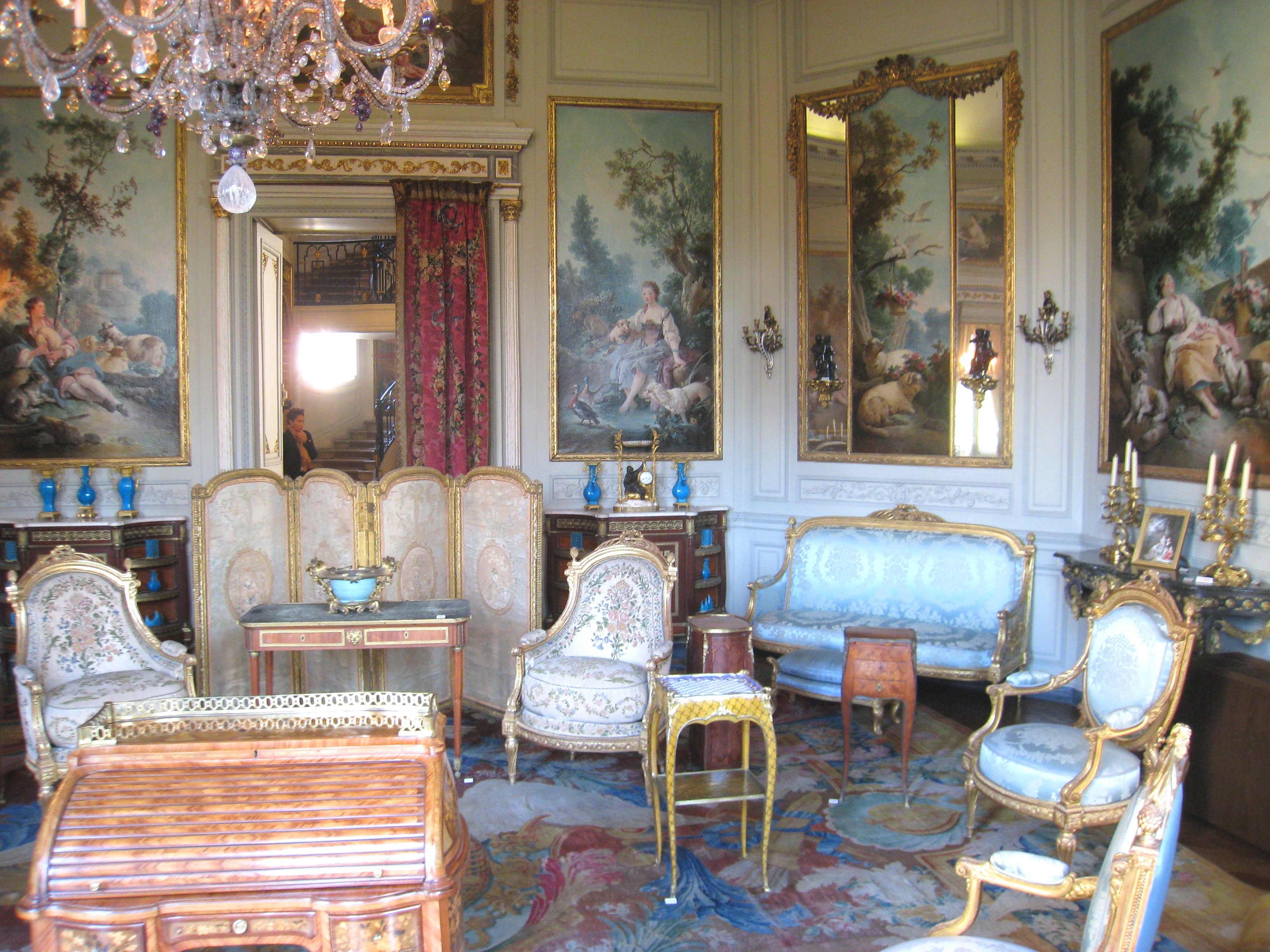
Salotto degli Huet, Museo Nissim de Camondo, Parigi

## Stile

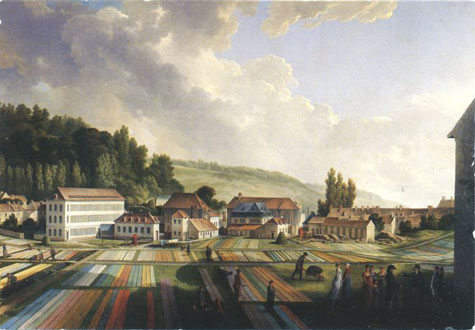
Tela raffigurante la fabbrica di Jouy-en-Josas, dipinta nel 1807 da Jean-Baptiste Huet.

Huet eccelleva nelle scene pastorali e luminose, oltre che negli ovili, fattori che testimoniano la filiazione del suo stile con quello di François Boucher. Lavorò per la manifattura di tele di Jouy gestita da Oberkampf, fornendo vari bozzetti da stampare su tela di cotone. Numerosi esempi sono visibili al Detroit Institute of Arts, al Museo d'arti decorative (Parigi), al Victoria and Albert Museum e al Metropolitan Museum of Art.
Le sue opere sono state utilizzate anche come cartoni per arazzi presso la manifattura di Beauvais. Il museo Nissim de Camondo ne ospita oggi un esemplare.
Intorno al 1790, Huet è incaricato della riorganizzazione della manifattura di Beauvais e dei Gobelins.

## Opere principali
- Un mastino che si lancia sulle oche, 1769, Louvre
- Vignette per le Favole e i Racconti di La Fontaine (1765-1775)
- Vignette per il viaggio pittoresco di Choiseul-Gouffier (1787)
- Cartoni per la manifattura di Beauvais (Pastorali appesi, l’Escarpolette, 1780, Louvre)
- Arazzi del Museo Galliera: l'Aerostato nel parco del castello (Parigi, Museo delle Arti Decorative).
- La fioraia (Museo Cognacq-Jay, Parigi)
- Attributi rurali (1777, Museo di Lione)
- Il pascolo (1783, Museo di Nantes)
- Contadina e il suo asino attraversano un ponte (1775, Museo del Louvre)
- Contadina che lava vicino a un ponte (id., Museo del Louvre)
- Un pastore e la sua famiglia attraversano un fiume con il loro gregge, datato anno XI (1803) collezione Alexandre de Bothuri
- Studio di tre salici, gesso nero e inchiostro di china su carta beige. A. 0,187; L. 0,303 metri[3]. Datato 1796, questo foglio è firmato dall'artista. Su uno sfondo bianco, l'artista ha raffigurato con inchiostro di china tre salici bianchi con le chiome potate. La forma dei tronchi è irregolare e contorta. Trattati con grande economia di mezzi, con inchiostro nero, talvolta a linea, talvolta a lavaggio, la materia e il volume di questi tre alberi sono resi da contrasti potenti, che conferiscono a questo motivo una certa monumentalità.

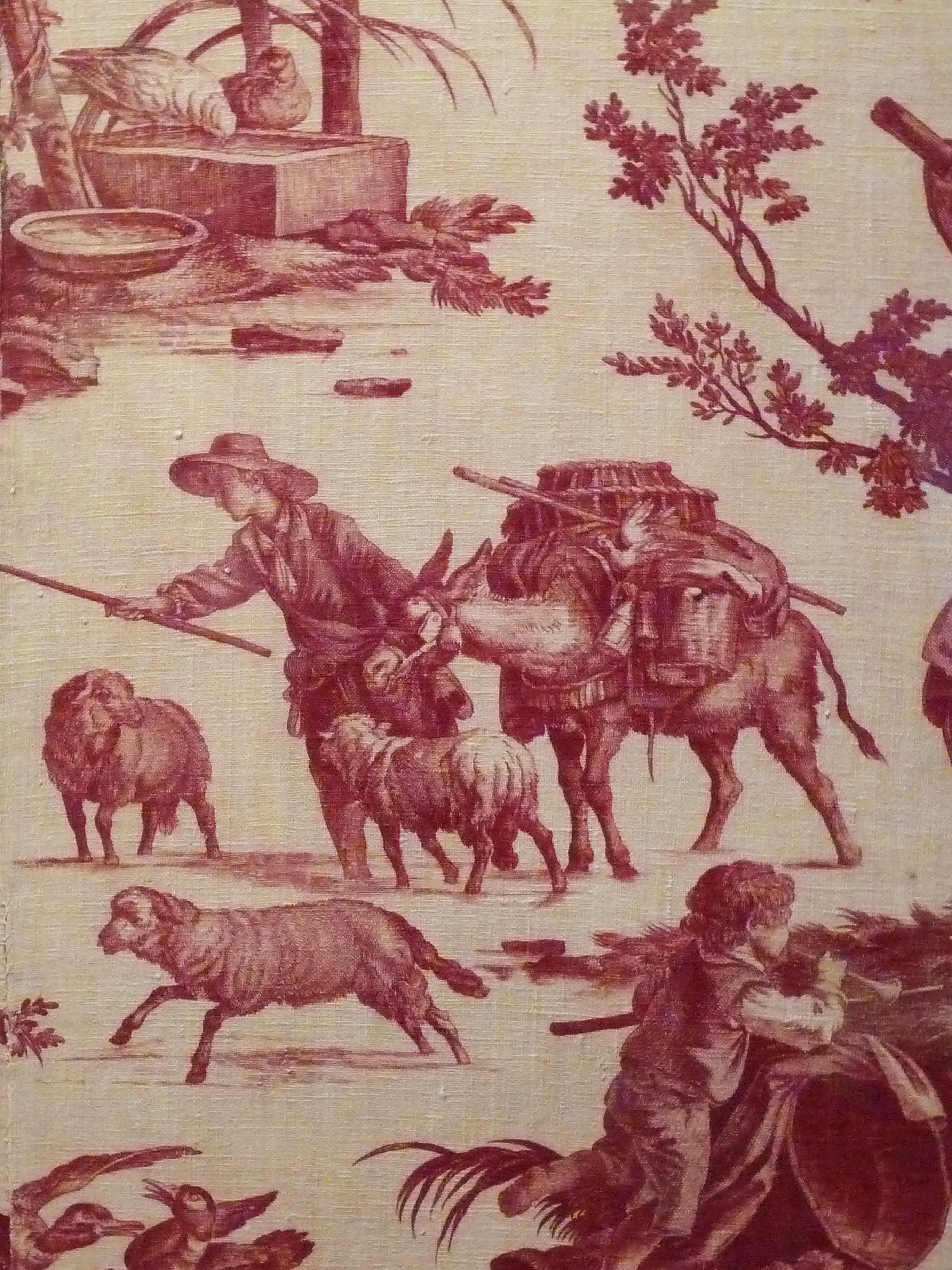
Le occupazioni della fattoria, tela di Jouy, Mulhouse, Museo della stampa su tessuto
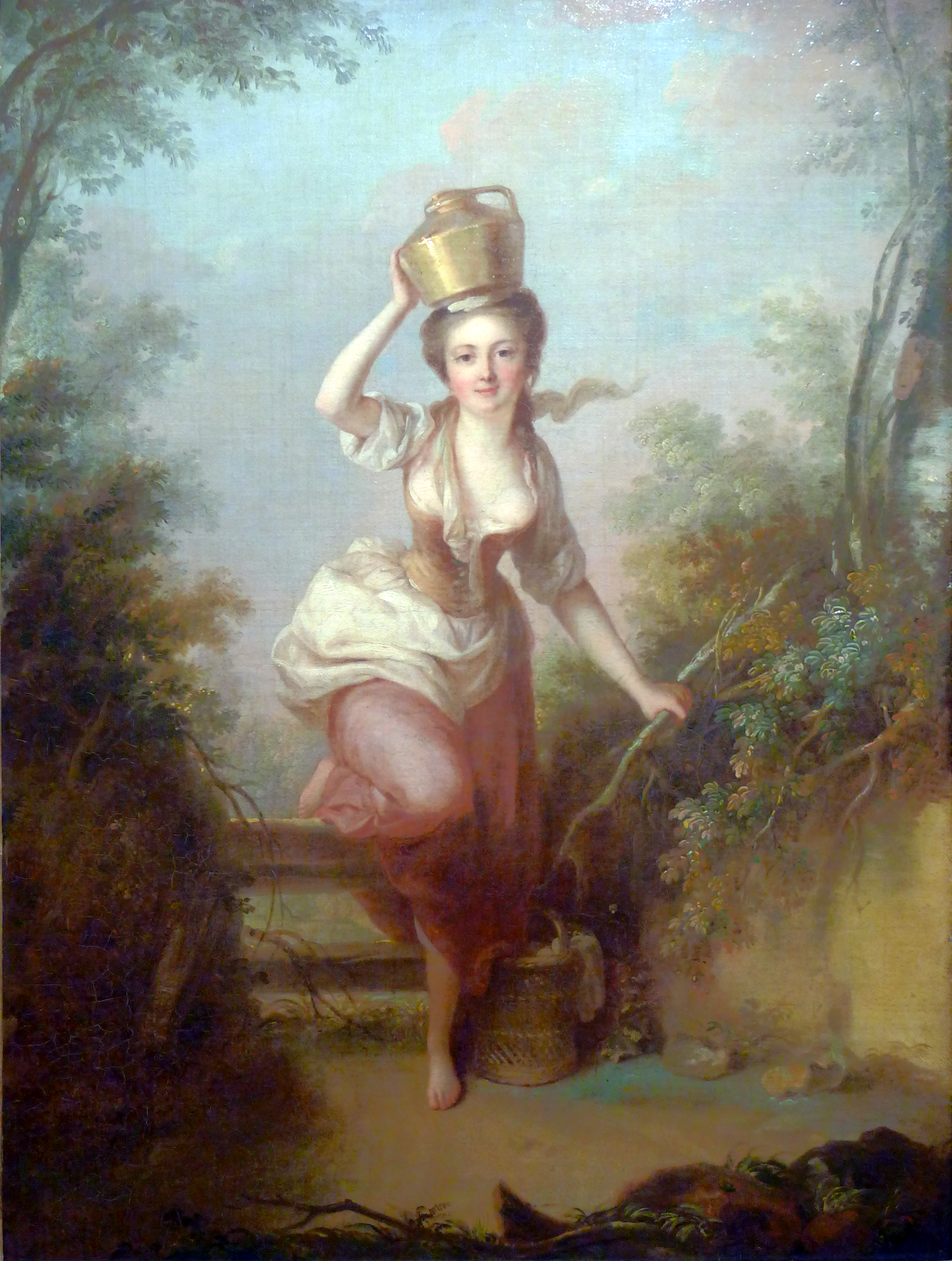
La lattaia, Parigi, Museo Cognacq-Jay